# Istiqomah
Istiqomah is een bestuurslaag in het regentschap Aceh Tenggara van de provincie Atjeh, Indonesië. Istiqomah telt 360 inwoners (volkstelling 2010).